# Woronino (rejon totiemski)
Woronino (ros. Воронино) – wieś w Rosji, w rejonie totiemskim obwodu wołogodzkiego. W 2010 r. liczyła 20 mieszkańców.